# 不揃いの連理
『不揃いの連理』（ふぞろいのれんり）は、みかん氏による日本の漫画。作者本人のpixivにて定期連載され、単行本は角川コミックスから刊行された。また、新作となるエピソードが2020年11月20日から2025年3月7日まで『コミックNewtype』（KADOKAWA）にて連載された。
2023年1月時点で単行本の累計部数（電子版含む）は22万部を記録している。

## あらすじ
仕事に追われる酒好きOL・田中伊織は、酔った勢いで十歳年下の女の子、船頭南と一夜を共にしてしまう。年齢も育ってきた環境も生き方も何もかもが違う二人が、それでも共に過ごす内に少しずつ心を通わせていく。他に三組六人の女性達が登場し、それぞれ普通なら交わることのない「不揃い」な関係の二人が寄り添っていく様が描かれる。

## 登場人物
田中伊織（たなか いおり）
声 - 渕上舞（2019年PV）
本作の主人公の1人。28歳。仕事のストレスを飲酒で解消するブラック企業勤めのOL。妻帯者との不倫を繰り返し「誰かの一番になることは無かった」。行きつけの居酒屋の店員である船頭南が泥酔した伊織を自宅まで送り届け、伊織から無意識に縋り付いたことがきっかけで一夜を共にしてしまう。
さっぱりとして明るい性格で、酒さえあれば機嫌がころっと直ったり年下の南にも上手に甘えて見せるような可愛らしい女性だが、怒ると南にプロレス技としかけて屈服させるような怖い一面も。
船頭南（せんどう みなみ）
声 - 相羽あいな（2019年PV）
本作の主人公の1人。18歳。居酒屋で働いている。金髪、両耳にびっしりピアス、肩から背中にかけて入れられた大きなタトゥー、と外見はかなり怖いが、中身は優しく健気なロマンチスト。バイト仲間たち（女子）人気も高い。家庭環境が複雑で子供の頃から施設に入所しており、仲之雫とはそこで知り合った。これまで生きてきた辛い環境からか、伊織との幸せも一時的なのかもしれないという不安があり、時折全てを諦めているような表情を見せ伊織を怒らせる。
仲之雫（なかの しずく）
南の友達。施設で共に育った間柄。頭の左側だけを編み込んでいる。初登場時に出会い頭に南をグーで殴りつけたり沙織に絡んだ女生徒の髪と胸ぐらを掴んだりとかなり暴力的だったが、沙織との交流を通じて少しずつ変わっていった。「私には南だけだったけど、お前はもう違うんだよな」など、同じような環境で傷を舐め合うように寄り添って生きてきた南が自分から離れていくことを寂しく思っている様子。
田中沙織（たなか さおり）
伊織の妹。伊織に普通の姉妹以上の感情を抱いており、お姉ちゃんを奪った南に対して明らかな敵意を見せていた。雫と同じクラスであり、担任に頼まれ登校拒否の雫の家を訪問したことから雫との交流が始まる。
篠原彩芽（しのはら あやめ）
漫画編集者。プロゲーマーだった過去を持つ。FPSを通してヘケと知り合い、ララの名称で共にゲームを楽しむ仲。またヘケの担当編集でもあるが、ララ＝篠原であることをヘケに明かしておらず、ヘケも気づいていないと思っている。クールな外面とは裏腹に、ヘケのこととなると赤面したり喜んだりと感情が表に出てしまったり、自分からアクションを起こせないというヘタレな一面を持つ。
ヘケ（竹内真弓）
漫画家。締切直前にFPSに逃げるようなダメ人間な一方で、料理が上手だったりきちんの貯金をしていたりするようなところもある。ゲーム仲間のララが担当編集篠原であると気づいてないように振舞っているが、実際にはかなり前から知っていて、篠原の前で「ゲームで仲良くしてくれてる人が恋愛的な意味で好き」と遠回しに告白して篠原の反応を見たりしている。
久城（くじょう）
沙織、雫、杉本が通う高校の体育教師。女性が恋愛対象で、彼女が欲しくてレズビアンバーに入ろうとするも勇気が出ず、いつも隣のメイド喫茶に通っていた。そこでメイドのバイトをしていた杉本と出会い、恋愛指南を受けることになる。生徒に対しては厳しく指導するため嫌われており、「顔だけが取り柄」などと評される。
杉本（すぎもと）
高校3年生。メイド喫茶でバイト中に久城に声をかけ、久城に彼女ができるように協力することになった。顔が良くモテるため他の女子生徒に嫉妬され、ある事ない事陰口を叩かれている。

## 書誌情報
- みかん氏『不揃いの連理』KADOKAWA〈角川コミックス〉、全10巻
  1. 2019年3月14日発売[10]、ISBN 978-4-04-107997-3
  2. 2019年12月9日発売[11]、ISBN 978-4-04-108843-2
  3. 2020年8月7日発売[12]、ISBN 978-4-04-109721-2
  4. 2021年4月9日発売[13]、ISBN 978-4-04-111347-9
  5. 2021年9月10日発売[14]、ISBN 978-4-04-111903-7
  6. 2022年4月8日発売[15]、ISBN 978-4-04-112470-3
  7. 2023年1月10日発売[3]、ISBN 978-4-04-113247-0
  8. 2024年3月25日発売[16]、ISBN 978-4-04-114261-5
  9. 2024年12月10日発売[17]、ISBN 978-4-04-115728-2
  10. 2025年6月10日発売[18]、ISBN 978-4-04-116245-3